# علم البحرين

العلم الملكي.

علم مملكة البحرين.

علم دولة البحرين من 1972 إلى 2002.

علم البحرين من 1932 إلى 1972.

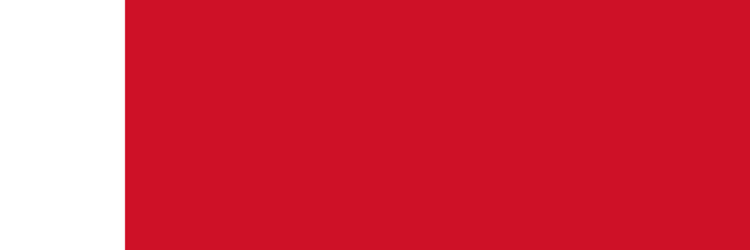
علم البحرين 1820 إلى 1932.

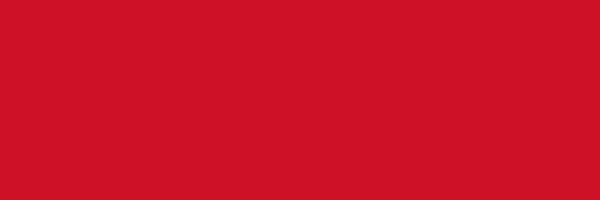
علم البحرين قبل 1820.

علم البحرين هو العلم الوطني لمملكة البحرين. يتألف العلم من لونين هما الأبيض والأحمر، ويفصل بينهما خمسة مثلثات.
اللون الأحمر الذي يتواجد في أعلام بعض دول الخليج العربية الأخرى يقال بأنه يشير إلى المعارك، في حين يمثل اللون الأبيض السلام كما هو خ عليه. أما بالنسبة للمثلثات الخمسة، فهي تمثل عدد أركان الإسلام الخمسة.

## تاريخ
أقدم علم تم إنشاؤه لتمثيل آل خليفة كان لونه أحمر فقط. وفي القرن التاسع عشر، قسم العلم إلى اللونين الأحمر والأبيض، ولكن دون المثلثات. ثم فصل اللونين بثمانية مثلثات، يقال بأنها تشير إلى المعارك التي جرت بين البحرين والدول المجاورة، أو لتمييزه بين الدول الأخرى التي كان لها أعلام شبيهة به. وفي 17 فبراير، 2002، تم تغيير عدد المثلثات إلى خمسة، وهي تمثل أركان الإسلام الخمسة.

## معرض صور

## أعلام مشابهة

علم دولة قطر

## وصلات خارجية
- تفاصيل علم البحرين